# 牙山木槿花足球俱乐部
牙山木槿花足球俱乐部（韓語：아산 무궁화 축구단／牙山木槿花蹴球團），长期通常被称为 “警察足球俱乐部”（韓語：경찰 축구단／警察蹴球團），是一家位于大韓民國京畿道安山市的足球俱乐部。安山木槿花的球员由正在履行两年兵役义务的韓國职业足球员组成。
警察足球俱乐部从2013年开始参加挑戰K聯賽，自从2014年赛季开始，将他们的主场比赛放在安山市进行。 从2020年牙山木槿花足球俱乐部变径名至忠南牙山FC及转换市民足球俱乐部。

## 历史
最初，1961年国家警察部门足球俱乐部宣告成立，1962年俱乐部更名为首尔警察局足球俱乐部，1967年恢复原名。 20世纪60年代，他曾经赢得例如韓國總統杯全國足球錦標賽以及韓國半職業足球聯賽等一系列赛事冠军。1967年11月该俱乐部宣告解散。1996年该俱乐部恢复成立。它的成员来自正在履行两年强制兵役义务的韩国职业足球员，与另外一家隸屬韓國國軍的足球俱乐部尚州尚武相似。

## 历届主教练
| # | 姓名         | 开始       | 终止       | 赛季      | 注解         |
| - | ------------ | ---------- | ---------- | --------- | ------------ |
| 1 | Yu Dong-chun | 1996/03/29 | 2001/03/07 | 1996-2000 | 第一任主教练 |
| 2 | 金基福       | 2001/03/07 | ?          | 2001-2005 |              |
| 3 | Park Dae-je  | 2005/11/03 | ?          | 2006-2010 |              |
| 4 | 曹東鉉       | 2010/10/12 |            | 2011-现在 |              |

## 队徽

安山警察厅队徽 （2014–2015）
安山木槿花队徽 （2016）
安山木槿花队徽 （2017–2019）